# Alpenfestung
Mit dem Begriff Alpenfestung verbinden sich verschiedene Pläne der Führung des Deutschen Reiches in der Endphase des Zweiten Weltkrieges. Sie sollte in der schwer zu erobernden Bergregion der Alpen in Bayern und Österreich entstehen.
Ende 1944 verkündeten Adolf Hitler und die nationalsozialistische Propaganda, es gebe eine Alpenfestung. Als im Frühjahr 1945 Truppen der US Army (genauer: der 3. US-Armee und der 7. US-Armee) vorrückten, zeigte sich, dass dies nur Propaganda war. In den letzten Kriegstagen flüchtete ein großer Teil der verbliebenen NS-Größen nicht in die angebliche Alpenfestung, sondern über die sogenannte Rattenlinie Nord in Richtung Flensburg; dort im Ortsteil Mürwik entstand der Sonderbereich Mürwik mit der letzten Reichsregierung unter Karl Dönitz.

## Ursprünge der angeblichen deutschen Alpenfestung
Im März 1944 machte Adolf Hitler seine Idee, Orte (z. B. Verkehrsknotenpunkte) zu „Festungen“ zu erklären, zu einem Konzept. Sie sollten besonders hartnäckig verteidigt werden, auch wenn das ihre Einschließung bedeutete – und oft auch ihre Vernichtung in einer Kesselschlacht. Erfahrene Generäle warnten vor dieser Idee.
Das Konzept bewährte sich nicht und führte zu großen Verlusten der Wehrmacht. Zahlreiche militärisch sinnlose Durchhalteparolen und -befehle bewirkten Opfer, die ein rechtzeitiger geordneter Rückzug hätte vermeiden können. Die NS-Propaganda verwendete die Begriffe „Festung“ und „Alpenfestung“ neben vielen anderen dazu, den Glauben vieler Soldaten und Zivilisten an einen Endsieg zu erhalten oder zu festigen.
Anfang September 1944 gelang es dem Sicherheitsdienst, dem Geheimdienst der SS, einen Bericht eines US-Agenten in der Schweiz an das US-Außenministerium abzufangen, in dem der Aufbau einer gewaltigen deutschen Verteidigungsstellung in den Alpen, als letzten Rückzugsgebietes der deutschen Streitkräfte und der Führung des Dritten Reiches, ausführlich geschildert wurde.
Auf deutscher Seite gab es zu der Zeit keinerlei Planung für eine solche Alpenstellung. Im September 1944 hatte das Oberkommando der Wehrmacht nur eine allgemeine Erkundung über die Verteidigungsmöglichkeiten am Alpennordrand (für den Fall eines weiteren Vormarschs der Alliierten von Frankreich aus) und am Alpensüdrand (bei einem weiteren Vorrücken der Alliierten durch Italien) angestellt. Dafür zuständig war der Generalmajor August Marcinkiewicz, der mit seinem Stab in Innsbruck Quartier genommen hatte. Die Untersuchung ergab, dass am Alpennordrand keinerlei vorbereitete Verteidigungsmöglichkeiten vorhanden waren; am Alpensüdrand könnten Stellungen aus dem Ersten Weltkrieg genutzt werden. Da der Vormarsch der westalliierten Armeen in Italien und an der Westfront in Frankreich im September 1944 gestoppt werden konnte, hatten Überlegungen zu einer Verteidigung in den Alpen auch keine weitere Bedeutung, zumal vielmehr eine deutsche Offensive gegen die Alliierten an der Westfront vorbereitet wurde (siehe Ardennenoffensive ab Mitte Dezember 1944 und Unternehmen Nordwind, eine Offensive der deutschen Streitkräfte im Januar 1945 im Elsass und in Lothringen).
Das war die Lage Anfang November 1944, als der Gauleiter von Tirol-Vorarlberg, Franz Hofer, der eine Kopie des amerikanischen Berichtes erhalten hatte, am 3. November 1944 Vollmachten für den Bau einer Alpenfestung beantragte und die Lieferung dafür notwendiger Materialien und Maschinen.
Hofers Vorschlag fand bei der militärischen Führung kein Gehör, vielleicht angesichts der Vorbereitungen für die Ardennenoffensive.

## Alpenfestungspropaganda
Währenddessen hatte in den USA Mitte November 1944 eine Welle von Veröffentlichungen über die Alpenfestung begonnen, als gäbe es diese deutschen Befestigungen in den Alpen als Tatsache. Daraufhin entschied Propagandaminister Joseph Goebbels im Dezember 1944, diese amerikanische Pressekampagne für eigene Zwecke zu nutzen, und berief ein Sonderreferat, das im Januar 1945 seine Arbeit aufnahm. Nachrichten über die angebliche Alpenfestung wurden gestreut, die bei den Alliierten den Eindruck einer mächtigen, mit allem ausgestatteten Alpenfestung vorspiegeln sollten, mit „Elitetruppen“, „immensen Vorratslagern in bombensicheren unterirdischen Magazinen“, „Fabriken in den Felsen“ und „uneinnehmbaren Stellungen von V-Waffen“ und ähnlich phantastischen Behauptungen. Die SS tat das ihrige in diesem Propagandaspiel und leitete angebliche technische Daten und erfundene Baupläne von Festungswerken an gegnerische Agenten weiter.
Als Adolf Hitler im Januar 1945 Berichte über die wachsende Besorgnis der Alliierten über die Alpenfestung erhielt, wies er Gauleiter Hofer an, mit Baumaßnahmen zu beginnen, die auch den alliierten Agenten und der gegnerischen Luftaufklärung weiteres „Beweismaterial“ für die angebliche Alpenfestung liefern sollten.
Am 17. Februar 1945 begannen mit wenigen tausend Mann verschiedene Arbeiten, unter anderem an der Grenze zur Schweiz. Deren Befestigung war zwar für feindliche Agenten auf Schweizer Seite interessant anzuschauen, aber militärisch so unsinnig, dass sich der Chef des Wehrmachtführungsstabes, Generaloberst Alfred Jodl beim Chef der SS, Heinrich Himmler, über diese Bauarbeiten beschwerte, für die auch Zwangsarbeiter der SS eingesetzt wurden.
Auch Mitglieder des Widerstandes, darunter Fritz Molden, berichteten an die Amerikaner laufend über Baufortschritte.

## Tatsächliche Bauvorhaben
Die einzigen ernsthaften Arbeiten (sie wurden zwar für eine Verteidigung in den Alpen durchgeführt, hatten aber nichts mit einer Alpenfestung zu tun) waren das Errichten von Verteidigungsstellungen im Süden der Alpen, als weitere Verteidigungslinie an der Südfront, wie sie schon seit Herbst 1943 in Italien gegen den Vormarsch der Alliierten durchgeführt wurden, wie zum Beispiel die Gustav-Linie. Diese Baumaßnahmen blieben wirkungslos, da mit dem Zusammenbruch der deutschen Verteidigung durch die am 6. April 1945 begonnene alliierte Offensive in Norditalien und mit der am 29. April 1945 erfolgten deutschen Kapitulation in Italien keine Besetzung dieser Verteidigungsstellung mehr möglich war.
Es existierte keine Rüstungsindustrie in den Alpen. Auf der Suche nach bombensicheren Orten für die Rüstungsindustrie wurden zwar auch 1943/44 die Alpen durchforstet und einige Projekte für bombensichere Produktionen in Stollen und Höhlen begonnen, aber ohne einen Zusammenhang mit einer Alpenfestung. Als Ende März 1945 Ernst Kaltenbrunner, der Chef des Reichssicherheitshauptamtes, auch den Posten eines Sicherheitschefs in Süddeutschland übernahm, begann er Verhandlungen mit der Industrie über die Errichtung weiterer unterirdischer Fabriken in den Bergen, zu einer Zeit, als der völlige militärische, transporttechnische und rüstungswirtschaftliche Zusammenbruch des Deutschen Reiches erfolgte und eine Vollendung dieser Pläne unmöglich geworden war.
Eine zentral gelenkte Führung für den Aufbau einer Alpenfestung existierte nicht, und selbst wenn sie existiert hätte, wäre wegen des Mangels an Arbeitskräften, Material und Maschinen und infolge des gleichzeitigen allgemeinen Zusammenbruchs im Frühjahr 1945 kein ernsthafter Beginn dieser Arbeiten mehr möglich gewesen. Zudem hätten die Ausbauten, selbst bei günstigen Bedingungen, Jahre gedauert.
- Siehe auch: Kleine Reichskanzlei in Berchtesgaden, die Bunkeranlagen am Obersalzberg und Flughafen Reichenhall-Berchtesgaden/Flugplatz in Ainring

## Militärische Lage Deutschlands
Im Alpenraum befanden sich fast keine Truppen der Wehrmacht. Die zerschlagenen deutschen Einheiten, die gegen Kriegsende als letzte Fluchtmöglichkeit vor den vormarschierenden Westalliierten in die Alpen flüchteten, hatten meist kaum noch Waffen und Kampfkraft.
Die Alpenfestung war ein reines Phantasiegebilde der NS-Führung zur Täuschung der Alliierten. Verschiedene Umstände bzw. Zufälle führten dazu, dass diese sich monatelang täuschen ließen. Dies begann mit dem Bericht eines amerikanischen Agenten in der Schweiz an seine Regierung Anfang September 1944, der aber nur eine Überlegung war. Doch das brachte die deutsche Führung erst dazu, bewusst Falschmeldungen zu streuen.
Als im Januar 1945 die deutsche Alpenfestungspropaganda anlief, begann auch die deutsche militärische Lage mit der sowjetischen Winteroffensive Mitte Januar 1945 (Weichsel-Oder-Operation) katastrophal zu werden, eine Wende der Lage oder gar ein Endsieg waren militärisch unmöglich. Eine nachvollziehbare militärische Wirkung war nicht zu erwarten, außer dass die Amerikaner gegen diese Phantasiefestung tatsächlich vorrückten und dann dieses Gebiet Anfang Mai 1945 besetzten, ohne auf nennenswerte Gegenwehr zu stoßen. Am 22. April hatte der Nachrichtendienst des alliierten Oberkommandos SHAEF gemeldet, dass die Luftaufklärung weder Truppenansammlungen noch ausgebaute Stellungen im Bereich der Festung feststellen konnte.

## Militärische Operationen der Westalliierten
Den einzigen verständlichen Vorteil, den man sich deutscherseits von einem westalliierten Angriff auf die Alpen versprechen konnte, war ein etwas längeres Aushalten im mitteldeutschen Raum, nachdem im März 1945 die Westalliierten den Rhein überschritten hatten (Brücke von Remagen/Operation Plunder) und weiter nach Osten vorstießen (Ruhrkessel), durch den Zeitverlust, den sie durch das Abschwenken ihrer Truppen nach Süden und ein späteres Zurückschwenken nach Norden erfahren würden. Aber genau dieser mitteldeutsche Raum mit dem Harz und Thüringen, mit Rüstungswerken wie den Polte-Werken oder der Fertigung von Düsenjägern, wie etwa in Kahla war schon Ende März/Anfang April 1945 von den Amerikanern erobert worden, obwohl das Gebiet laut Vertrag zur sowjetischen Besatzungszone Deutschlands gehörte. Erst nach der Eroberung dieses deutschen Kernraumes stießen die Amerikaner auf die Alpen vor.
Zwar planten die Westalliierten im März 1945 die Eroberung der Reichshauptstadt Berlin, wofür Luftlandetruppen vorbereitet wurden, die auf freien Flächen in und um die Stadt landen sollten; als aber Ende März alles für diese Aktion bereit war, befahl der US-amerikanische Oberbefehlshaber der Westalliierten in Europa Dwight D. Eisenhower stattdessen die Eroberung des Alpenraums. Eisenhower an Bernard Montgomery, den ihm unterstellten britischen Oberbefehlshaber am 31. März 1945: „Dieser Ort [Berlin] ist für mich nur noch ein geographischer Begriff, und ich habe für derlei noch nie Interesse gehabt. Mein Ziel ist, die Streitkräfte des Feindes zu vernichten und seine Widerstandskraft zu brechen.“

## Lage bei Kriegsende
Für die Reichsregierung, Reichsministerien und dem Sicherheitsapparat waren schon seit Februar 1945 Evakuierungsmaßnahmen vorbereitet worden, die aber erst ab April 1945 zur Ausführung kamen, da mit ihnen die Niederlage nicht frühzeitig eingestanden werden sollte. Adolf Hitler gab am 20. April 1945 während der Schlacht um Berlin den Fall Clausewitz aus. Nachdem er sich am 22. April entschieden hatte, in Berlin zu bleiben, kam letztlich der geplante Abzug zur Umsetzung. Alle Reichsministerien waren in Arbeitsstäbe „Süd“ und „Nord“ aufgeteilt worden. Lediglich Hermann Göring ging, mit seinen Stäben, nach Süddeutschland. Der besagte Stab „Süd“ rückte planmäßig ab. Das Oberkommando der Luftwaffe (OKL) bezog bald darauf im österreichischen Zell am See im Ortsteil Thumersbach Quartier, wo es aber offenbar keine Arbeit mehr für die Reichsregierung leisten konnte. Der Großteil der zu evakuierenden Stäbe setzte sich aber in Richtung Norden ab, doch durch den schnellen Vormarsch der Alliierten wurde eine geschlossene Absetzbewegung in Richtung Norden behindert. Am 25. April 1945 trafen sich US-amerikanische und sowjetische Truppen in Torgau an der Elbe und teilten dadurch das verbliebene Reichsgebiet in zwei Hälften. Hitler lehnte eine Anfang März 1945 geplante Verlegung seines Hauptquartiers nach Ohrdruf in Thüringen ab. Einen Rückzug in die Alpen hatte er nie erwogen. Er wusste, dass die Alpenfestung eine reine Propagandaerfindung war und sie ihm weder Schutz bieten konnte noch die Möglichkeit, Zeit zu gewinnen für Verhandlungen oder für den Einsatz von Wunderwaffen. Hitlers Nachfolger Karl Dönitz mit der letzten Reichsregierung setzte sich nach Mürwik ab, das durch die Luftangriffe auf Flensburg kaum zerstört worden war.
Bei Kriegsende war der Alpenraum überfüllt mit geflüchteten Zivilisten und Militäreinheiten und zivilen und militärischen Dienststellen, aber keine einzige kampffähige deutsche Division war im gesamten als Alpenfestung deklarierten Gebiet vorhanden. Für ihr Übertreten zu den Westalliierten hatten sich dort auch Reinhard Gehlen, Chef des Nachrichtendienstes der Wehrmacht Fremde Heere Ost, mit seinem Stab und der Raketenfachmann Wernher von Braun mit von ihm ausgewählten Fachleuten eingefunden – eine wertvolle Beute für die Amerikaner für den kommenden Kalten Krieg. Außerdem fanden sich im Alpenraum ein Geldfälscherkommando der SS (Aktion Bernhard), eine große Sammlung wertvoller Kunstwerke im Salzbergwerk Altaussee und ein Lager für „Sonderhäftlinge“, wie gefangengehaltene französische Politiker im Schloss Itter.
Die Sonderhäftlinge sollten als Faustpfand gegenüber den Alliierten bei Verhandlungen dienen. Unter ihnen waren Kurt Schuschnigg, Mitglieder der Familie Stauffenberg, Thyssen und andere, auch jüdische, Ex-Politiker aus besetzten Ländern. Sie wurden aus dem KZ Dachau zuerst nach Innsbruck und dann nach Südtirol in die Pension Pragser Wildsee gebracht, wo sie nach ihrer Befreiung durch den Offizier der Wehrmacht von Alvensleben das Kriegsende erlebten.

## Truppen der Wehrmacht und SS nach Kriegsende im Alpenraum
Beim Eintreten der Gesamtkapitulation der deutschen Streitkräfte am 9. Mai 1945 standen noch Verbände von Wehrmacht und SS im Raum der Alpenfestung, die nicht die Waffen streckten. Die Alliierten hatten zwar bis zum Kriegsende die Alpentäler besetzt, aber viele Wälder und Berge blieben weiterhin unbesetztes Gebiet.
Aus verschiedenen Gründen kapitulierten einige Verbände der Wehrmacht im Alpenraum bei Kriegsende nicht. Einige Soldaten hofften noch auf ein Wunder, wie eine militärische Wende durch Wunderwaffen, oder auf ein Zerbrechen des Bündnisses zwischen den Westalliierten und der Sowjetunion, um dann an der Seite der Westalliierten erneut gegen die Sowjetunion zu kämpfen. Viele Soldaten blieben auch in den Bergen, weil sie die Freiheit einer ungewissen Zukunft in Kriegsgefangenschaft vorzogen. Andere warteten einfach das allgemeine Chaos bei Kriegsende ab, um sich, ohne noch in Kampfhandlungen verwickelt zu werden, in der Ruhe des Friedens ergeben zu können, oder sich der alliierten Macht ergeben zu können, der sie sich aus politischen Gründen ergeben wollten. Meist spielten mehrere dieser Gründe bei den Soldaten eine Rolle.
So ergaben sich Reinhard Gehlen und sein Stab am 19. Mai 1945 den Amerikanern. Otto Skorzeny ergab sich mit seinen Soldaten am 16. Mai 1945 den Amerikanern. Tausende bewaffnete deutsche Soldaten verblieben aber in den Bergen und stellten ein Problem für die Alliierten dar. Die Berge und Wälder in einer militärischen Großoperation zu durchkämmen, war den Siegermächten aus Mangel an Gebirgstruppen nicht möglich und hätte wahrscheinlich auch zu unerwünschten Kämpfen geführt. Der Oberbefehlshaber der französischen Truppen im Alpenraum, General Antoine Béthouart, bat deshalb ehemalige deutsche Offiziere der Gebirgstruppen um Mithilfe bei der Kapitulation der deutschen Verbände in den Alpen. Oberst Franz Pfeiffer, ehemals Kommandant der Gebirgsjägerschule in Mittenwald, erklärte sich mit anderen ehemaligen Offizieren und Unteroffizieren der Wehrmacht bereit, Verbindung mit den Einheiten der Wehrmacht im Alpenraum aufzunehmen, um sie zur Kapitulation zu bewegen.
Pfeiffer verlangte von den Alliierten, dass seine von ihm und seinen Offizieren neugeschaffene Einheit von kleinen Trupps von zwei oder drei Mann, die in den Bergen Verbindung mit den Truppen der Wehrmacht dort aufnehmen sollten, den deutschen Soldaten sofortige Entlassung aus der Kriegsgefangenschaft versprechen können, sobald sie sich ergeben, um ihnen einen Anreiz für ihre Kapitulation zu geben. General Béthouart stimmte der Bedingung zu, mit der Ausnahme von Kriegsverbrechern, die in Haft bleiben sollten.
Um zu vermeiden, dass die Soldaten der Wehrmacht in den Alpen aufgrund der Ungewissheit, wer denn von den Alliierten als Kriegsverbrecher angesehen würde und wer nicht, die Kapitulation verweigern würden, sollte jeder einzelne Soldat, der sich ergeben wollte, von den Trupps von Pfeiffer nach ihrer Lebensgeschichte befragt werden. Würde er wahrscheinlich als Kriegsverbrecher von den Alliierten verhaftet werden, würde dieses dem Soldaten mitgeteilt und ihm sein weiteres Verhalten seiner eigenen Entscheidung überlassen werden.
Mit Fahrzeugen ausgerüstet machten sich Pfeiffers Trupps auf den Weg und arbeiteten hauptsächlich über Mundpropaganda und in Zusammenarbeit mit den örtlichen Bürgermeistern, die halfen, über die Gemeindemitglieder den Vorschlag für ihre Demobilisierung ohne Kriegsgefangenschaft an die Einheiten und Soldaten der Wehrmacht in den Bergen zu verbreiten.
General Béthouart: „Nach ein paar Wochen waren 6000 bis 7000 Mann auf diese Art demobilisiert, viele Tonnen Waffen und Munition wurden eingesammelt und die ganze Situation bereinigt. Eine Atmosphäre von Freundschaft und Zusammenarbeit wurde zwischen meinen Offizieren und den Offizieren von Pfeiffers Team hergestellt, welches uns nicht nur ermöglichte, die Operation zu einem erfolgreichen Ende zu bringen, sondern auch vielversprechend für die Zukunft war.“

## Bauten
In dem Gebiet der „Alpenfestung“ befand sich in Ebensee in Oberösterreich ein unterirdisches Stollenwerk, in das eine V2-Raketen-Produktion aus Peenemünde unter dem Codenamen Zement verlagert werden sollte. Im Ötztal sollte ein großer Windkanal errichtet werden. In Steyr wurde ein großes unterirdisches Motoren- und Handwaffenwerk errichtet. Bei Zipf wurde in den Kellern der Brauerei eine Raffinerie für Raketentreibstoff errichtet. Errichtet wurden diese Werke von Häftlingen hauptsächlich aus dem KZ Mauthausen-Gusen. Das KZ Ebensee war ein Außenlager des KZ Mauthausen. Am 6. Mai 1945 wurden über 16.000 Gefangene im Lager Ebensee von Soldaten der 80th Infantry Division, einer Division der 3. US-Armee, befreit.
Einzelne Werke, wie die Produktionsstätten der He 162 in der Seegrotte in der Hinterbrühl, waren bereits fertiggestellt; die meisten wurden bis zum Kriegsende nicht mehr vollendet. Die wohl am weitesten fertiggestellten unterirdischen Fabrikbauten waren die in unmittelbarer Nähe des Konzentrationslagers Gusen errichteten unterirdischen Fabriken B8 Bergkristall für die Fließbandproduktion von Messerschmitt Me-262-Düsenjagdflugzeugen und „Kellerbau“ für die bombensichere Fertigung von Karabinern, Maschinenpistolen und Panzerfäusten für die Steyr-Daimler-Puch AG. Eine nicht unerhebliche Rolle spielte dabei auch der damalige Generaldirektor der Steyr-Daimler-Puch AG, SS-Brigadeführer Georg Meindl, dessen Bemühungen als Rüstungsexperte des Wehrkreises XVII (Wien) selbst durch den Chef des Reichssicherheitshauptamtes (RSHA), Ernst Kaltenbrunner, noch am 1. Mai 1945 in einem (letzten) Telegramm an Adolf Hitler betont wurden. Meindl betrieb beispielsweise in Erweiterung seiner bereits bestehenden unterirdischen Fertigungskapazitäten in Gusen auch die Errichtung einer weiteren Großbunkeranlage bei Melk; diese wurde aber nicht mehr fertiggestellt.

## Film
- Die Alpenfestung, Hessischer Rundfunk, 9. Juni 2004, Dokumentation, 45 Min.
- Mythos Alpenfestung bei ZDFzeit